# Неокласическа архитектура
Неокласическата архитектура е архитектурен стил, свързан с движението на неокласицизма, възникнал в средата на XVIII век и преобладаващ в западната архитектура до началото на XX век.
Той възниква като реакция срещу изобилната натуралистична орнаментика на рококо и доразвива късния барок с акцент върху архитектурата на класическата Античност, принципите на Витрувий и работата на Андреа Паладио. Характеризира се с монументални мащаби, опростени форми, използване на колонади, опростяване на фасадите с предпочитание към плоските форми.
Въпреки че терминът „неокласицизъм“ е въведен в края на XIX век, стилът е широко разпространен още от средата на XVIII век, като влияние върху неговото развитие оказват археологията, романтизмът, разпространението на печатни източници и стремежът към изчистени конструкции. Останките от древни гръцки и римски сгради са подложени на прецизно изучаване, популярни са гравюрите, които ги представят като романтични руини, а простотата на гръцките конструкции насърчава ограничаване или премахване на орнаментите.